# Gaál Erzsi
Gaál Erzsi (Túrkeve, 1951. szeptember 29. – Budapest, 1998. június 11.) magyar színművész, rendező.

## Életpályája
1951-ben született Túrkevén. 1970-1980 között az Orfeo, majd a Stúdió K alternatív csoportokban szerepelt. 1980-tól a Gödöllői Amatőrszínész Stúdióban dolgozott, amelyet ő hozott létre. 1985-től a nyíregyházi Móricz Zsigmond Színház tagja, 1989-tól a színház rendezője volt. 1992-től a József Attila Színház rendezője volt. Dolgozott Szolnokon, Szegeden és a Nemzeti Színházban is. 1998-ban hunyt el.
Férje Zsótér Sándor rendező volt.

## Főbb szerepei
- Marie (Büchner: Woyzeck)
- Gertrud (Grillparzer: Bancbanus)
- Kalerija (Gorkij: Nyaralók)
- Patty (Bond: A bolond)

## Főbb rendezései
- Nádas Péter: Temetés
- Gombrowicz: Esküvő
- Arden: Gyöngyélet
- Gorkij: Éjjeli menedékhely
- Drámája: Felütés (Lépések, 1990)
- Büchner: Danton (1990)